# Comtat de Maui
El Comtat de Maui és un dels 5 comtats localitzats a l'estat de Hawaii. Consisteix en les illes de Maui, Kahoolawe, Lānai, Molokai (excepte per una porció de Molokai que forma part del Comtat de Kalawao), i Molokini. Segons el Cens del 2000 la població és de 128.094 habitants i la població estimada del 2009 era de 145.157 habitants. La seu del comtat és Wailuku.
La zona micropolitana de Kahului-Wailuku inclou tot el Comtat de Maui.

## Govern
El Comtat de Maui té un sistema de govern "alcalde–consell". A diferència d'altres formes de govern municipals, el sistema de govern del comtat és establert per l'estatut de la legislatura de l'estat i no és controlat pel comtat. L'autoritat executiva és administrat per l'alcalde, que és elegit a les eleccions pels votants cada quatre anys (amb un límit de vuit anys de ser alcalde per cada alcalde). L'autoritat legislativa és administrat pel Consell del Comtat de nou membres. Per formar part del Consell del Comtat s'ha de ser resident; però, tots els votants del Comtat de Maui poden votar a les eleccions sense tenir residència en el comtat. Membres del Consell del Comtat hi són per termes de dos anys (amb un límit de cinc termes consecutius).
El 1996, la Cort Suprema de Hawaii va decidir en un judici (Maui County Council v. Thompson et al., 84 Haw. 105) que la Taula del Consell del Comtat de Maui havia creat un "consell fort" / "alcalde no gaire poderós" sistema de govern així invalidant accions per la llavors alcaldessa Linda Lingle, que va fer accions sense tenir l'aprovació del Consell del Comtat.
L'actual alcaldessa del Comtat de Maui és Charmaine Tavares.
El Comtat de Maui va ser l'únic comtat dels Estats Units guanyat per Dennis Kucinich durant la seva campanya ineficaç per la nominació a la presidència pel Partit Demòcrata el 2004.

## Geografia
Segons l'Oficina del Cens dels Estats Units, el comtat té una àrea total de 6.213 km², 3.002 km² dels quals són terra i 3.210 dels quals són aigua. L'àrea total és 51,67% aigua.

### Comtats Adjacents
- Comtat de Hawaii - sud-est
- Comtat de Kalawao - nord
- Comtat de Honolulu - nord-oest

|  |  |  |
|  |  |  |
|  |  |  |

### Àrees nacionals protegides
- Haleakala National Park
- Kakahaia National Wildlife Refuge
- Kealia Pond National Wildlife Refuge

## Demografia
Segons el cens del 2000, hi havia 128.094 persones, 43.507 llars, i 29.889 famílies residint al comtat. La densitat de població era de 43 persones per quilòmetre quadrat. Hi havia 56.377 habitatges en una densitat mediana de 19 per quilòmetre quadrat. La distribució per races del comtat era d'un 28,90% blancs, 1,40% negres o afroamericans, 0,37% amerindis nord-americans, 33,01% asiàtics, 10,72% pacífic insulars, 1,36% d'altres races, i 22,24% de dos o més races. 7,8% de la població eren hispànics o llatinoamericans de qualsevol raça.
Hi havia 43.507 llars dels quals 33,00% tenien menors d'edat vivint and ells, 50,90% eren parelles casades vivint junts, 12,00% tenien una dona com a cap de família sense cap marit present, i 31,30% no eren famílies. 21,90% de totes les llars estaven formades per individuals i 6,30% tenien algú que hi vivia sol de 65 anys o més. La quantitat de persones en una llar era d'una mediana de 2,91 i la quantitat de persones en una família era d'una mediana de 3,41.
Pel comtat la població estava repartida en un 25,50% menors d'edat, 7,70% de 18 a 24 anys, 30,90% de 25 a 44, 24,40% de 45 a 64, i 11,40% d'edat 65 i més. L'edat mediana era de 37 anys. Per cada 100 dones hi havia 100,90 homes. Per cada 100 dones d'edat 18 i més hi havia 100,20 homes.

## Municipalitats

### Concentracions de població designada pel cens

#### Lanai
- Lanai City

#### Maui
| - Haiku-Pauwela - Haliimaile - Hāna - Kaanapali - Kahului - Kapalua | - Kihei - Lāhainā - Maalaea - Makawao - Napili-Honokowai - Paia | - Pukalani - Waihee-Waiehu - Waikapu - Wailea-Makena - Wailuku |

#### Molokai
| - Kaunakakai | - Kualapuu | - Maunaloa |

### Pobles no incorporats
| - Haiku - Keokea | - Napili - Pu'unene | - Waihee |

## Economia

### Top employers
Segons el "2010 Comprehensive Annual Financial Report" ("Informe Complet Financial Anual de 2010"), els grups d'empresaris més important en aquest comtat són:
| Número | Empresari                          | Número d'empleats |
| ------ | ---------------------------------- | ----------------- |
| 1      | Estat de Hawaii                    | 6.112             |
| 2      | Comtat de Maui                     | 2.874             |
| 3      | TS Restaurants                     | 1.750             |
| 4      | Grand Wailea Resort & Spa          | 1.400             |
| 5      | Fairmont Hotels and Resorts        | 1.220             |
| 6      | Estats Units                       | 909               |
| 7      | Maui Land & Pineapple Company      | 800               |
| 7      | Hyatt Regency Maui Resort & Spa    | 800               |
| 7      | Four Seasons Hotels and Resorts    | 650               |
| 8      | Hale Makua                         | 501               |
| 9      | Wailea Beach Marriott Resort & Spa | 403               |
| 10     | Dorvin D. Leis Co.                 | 314               |

## Transport
Dos aeroports principals proporcionen servei a l'illa de Maui
- Aeroport de Kahului, a la part central de l'illa
- Aeroport de Kapalua, a la part occidental de l'illa

L'Aeroport de Lanai proporciona servei a l'illa de Lanai.

L'Aeroport de Molokai proporciona servei a l'illa de Molokai.